# Perdita cracens
Perdita cracens är en biart som beskrevs av Timberlake 1980. Perdita cracens ingår i släktet Perdita och familjen grävbin. Inga underarter finns listade i Catalogue of Life.